# Bush (album)
Bush – trzynasty studyjny album amerykańskiego rapera Snoop Dogga, którego ogólnoświatowa premiera odbyła się 12 maja 2015 roku. Wydawnictwo ukazało się nakładem trzech wytwórni: Doggy Style Records, i Am Other oraz Columbia Records. Był to pierwszy projekt muzyka po tym jak powrócił do pierwotnego pseudonimu Snoop Dogg. Album został wyprodukowany przez Pharrella Williamsa oraz Chada Hugo. Williams ponadto był producentem wykonawczym płyty. Wśród zaproszonych gości przez rapera, pojawili się Stevie Wonder, Charlie Wilson, T.I., Gwen Stefani, Kendrick Lamar oraz Rick Ross.
Album był promowany singlami: „Peaches N Cream” z udziałem Charliego Wilsona, „So Many Pros” oraz „California Roll” ze Steviem Wonderem.
Generalnie płyta zebrała pozytywne recenzje. Tytuł zadebiutował na umiarkowanym 14. miejscu amerykańskiej listy sprzedaży Billboard 200 oraz na szczycie notowania Top R&B/Hip-Hop Albums z wynikiem 32 000 egzemplarzy.

## Single

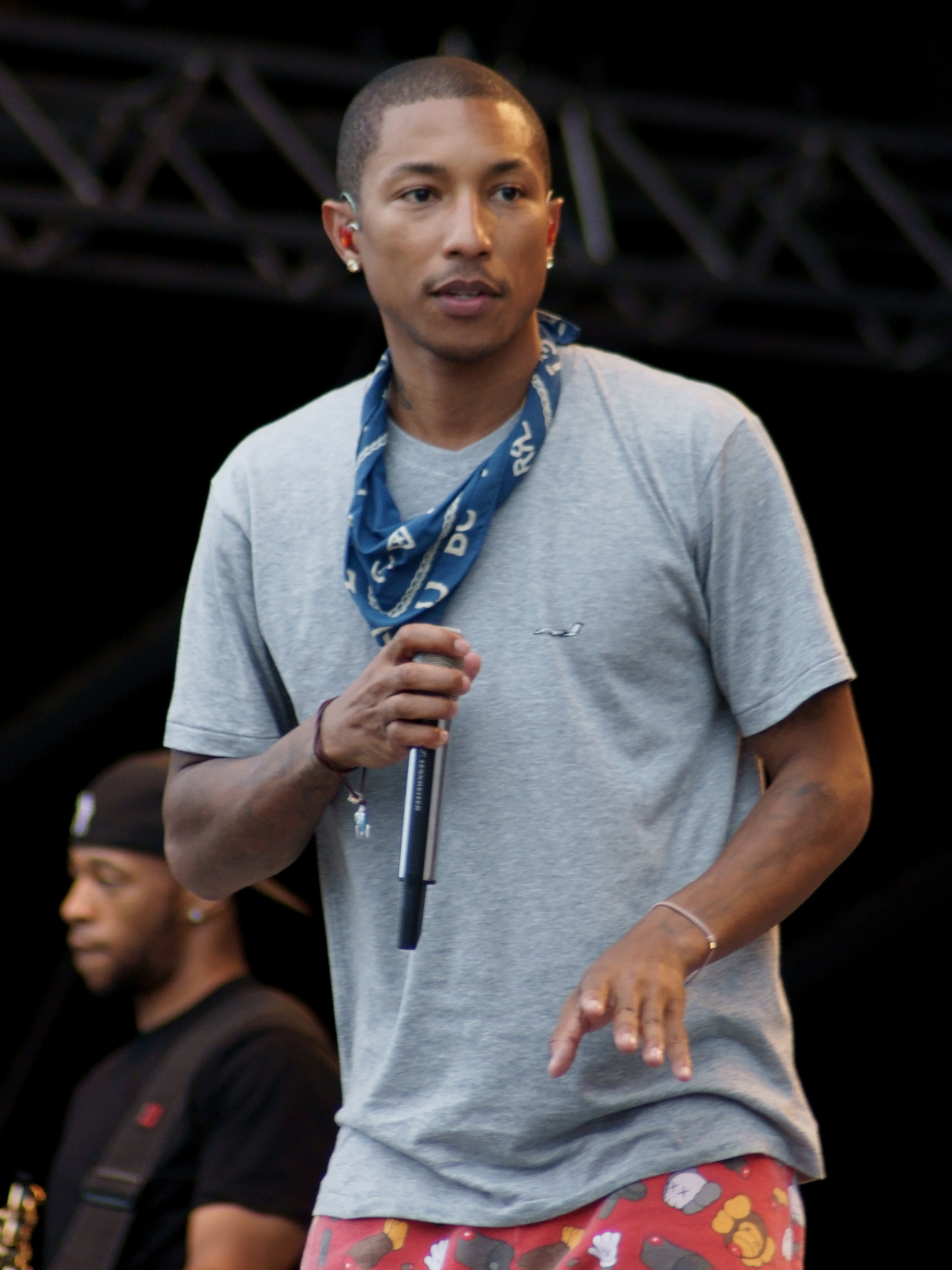
Pharrell Williams – producent wykonawczy płyty.

Pierwszy singel zatytułowany „Peaches N Cream” został wydany 10 marca 2015 roku. Utwór zawiera wokale amerykańskiego wokalisty Charlie Wilsona. Klip z widocznymi na obrazie wersami został opublikowany dzień wcześniej w serwisie Vevo. Natomiast oficjalny teledysk ukazał się 8 dni później od daty premiery singla. Najwyższą notowaną pozycję utwór miał w Belgii, w Regionie Walońskim na liście przebojów Ultratop 50.
Drugi utwór pt. „So Many Pros” promujący album, opublikowano 14 kwietnia 2015 roku w serwisie iTunes. Tego samego dnia miała miejsce premiera klipu. Teledysk w reżyserii François Rousseleta zdobył nagrodę MTV Video Music Awards w kategorii Najlepsza dyrekcja artystyczna w 2015 roku.
Ostatni singel „California Roll“ miał premierę 5 maja 2015 roku, tego dnia także został opublikowany teledysk. Utwór został wyprodukowany przez Pharella Williamsa w kooperacji z Chadem Hugo, a gościnnie udzielił się Stevie Wonder. Utwór zadebiutował na 15. miejscu amerykańskiej listy przebojów R&B Songs.

## Sprzedaż
Album zadebiutował na 14. miejscu amerykańskiej listy sprzedaży Billboard 200 oraz na szczycie notowania Top R&B/Hip-Hop Albums ze sprzedażą na poziomie 32 000 egzemplarzy, wliczając w to 27 000 sztuk fizycznej wersji, a także 5000 mediów strumieniowych oraz digital download. W następnym tygodniu tytuł spadł na 44. pozycję na Billboard 200, sprzedając się w ilości 12 000 kopii.
W Europie, a dokładniej w Wielkiej Brytanii płyta zadebiutowała na 25. miejscu notowania UK Albums Chart i na 2. pozycji listy UK R&B Singles and Albums Charts.

## Lista utworów
| Nr  | Tytuł utworu                                      | Autor | Producent           | Długość |
| --- | ------------------------------------------------- | --- | ------------------- | ------- |
| 1.  | „California Roll” (gości. Stevie Wonder)          | Calvin Broadus Jr., Pharrell Williams, James Fauntleroy                                                                                 | Williams, Chad Hugo | 4:12    |
| 2.  | „This City”                                       | Broadus, Kelly Sheehan, Williams | Williams, Hugo      | 3:33    |
| 3.  | „R U A Freak”                                     | Broadus, Williams | Williams, Hugo      | 3:45    |
| 4.  | „Awake”                                           | Broadus, Williams | Williams, Hugo      | 3:43    |
| 5.  | „So Many Pros”                                    | Broadus, Timothy Mosley, Justin Timberlake, Williams                                                                                    | Williams, Hugo      | 4:06    |
| 6.  | „Peaches N Cream” (gości. Charlie Wilson)         | Broadus, Charles Wilson, Cornell Haynes Jr., Garry Shider, George Clinton, Williams, Robert Ginyard Jr., Walter Morrison, Mary Brockert | Williams            | 4:43    |
| 7.  | „Edibles” (gości. T.I.)                           | Broadus, Clifford Harris Jr., Williams, Ted Chung                                                                                       | Williams, Chad Hugo | 3:21    |
| 8.  | „I Knew That”                                     | Broadus, Williams | Williams            | 3:59    |
| 9.  | „Run Away” (gości. Gwen Stefani)                  | Broadus, Williams, Brent Paschke, Bradley Ridgell, Larry Mizell, Sigidi Bashir Abdullah                                                 | Williams            | 5:13    |
| 10. | „I'm Ya Dogg” (gości. Kendrick Lamar & Rick Ross) | Broadus, Kendrick Duckworth, William Roberts II, Williams                                                                               | Williams            | 4:38    |
|     |                                                   | |                     | 41:13   |

## Notowania
| Lista sprzedaży (2015)                  | Najwyższa pozycja |
| --------------------------------------- | ----------------- |
| ARIA Charts                             | 32                |
| Urban Albums                            | 4                 |
| Ö3 Austria Top 40                       | 34                |
| Ultratop (Flandria)                     | 45                |
| Ultratop (Region Waloński)              | 42                |
| ABPD                                    | 13                |
| Billboard Canadian Albums               | 13                |
| Tracklisten                             | 35                |
| MegaCharts                              | 35                |
| SNEP                                    | 23                |
| Offizielle Top 100                      | 32                |
| Federazione Industria Musicale Italiana | 31                |
| Recorded Music NZ                       | 39                |
| VG-lista                                | 32                |
| Scottish Albums Chart Top 100           | 39                |
| Promusicae                              | 89                |
| Swiss Hitparade                         | 15                |
| Sverigetopplistan                       | 58                |
| UK Albums Chart                         | 25                |
| UK R&B Singles and Albums Charts        | 2                 |
| Billboard 200                           | 14                |
| Top R&B/Hip-Hop Albums                  | 1                 |